# 南萊斯特 (英國國會選區)

選區在拉特蘭和萊斯特郡的位置

南萊斯特（英語：Leicester South），英國國會一自治市選區，位於萊斯特郡萊斯特南部。
本區始設於1918年，1950年被撤，1974年恢復。2005年至今的當區議員是工黨的彼得·索爾斯比。他在2010年大選中以45.6%選票勝出該區成功連任。